# Международный кинофестиваль в Бангкоке 2004 года
Международный кинофестиваль в Бангкоке 2004 года — второй профессиональный кинематографический конкурс в столице Таиланда, который проходил с 22 января по 2 февраля. Организаторы прошлогоднего мероприятия — медийная группа Nation Multimedia Group (NMG) и государственный департамент туризма Таиланда Tourism Authority of Thailand (ТАТ), прекратили сотрудничество. Государство в лице ТАТ полностью взяло фестиваль под свой контроль (NMG в противовес организовала Всемирный кинофестиваль в Бангкоке World Film Festival of Bangkok). Главной наградой в каждой из прежних номинаций осталась премия «Золотая киннара».

## Мероприятия, гости и участники фестиваля
Если на прошлогоднем мероприятии было продано более 50 тысяч билетов, то в этом году лишь 30 тысяч, несмотря на увеличенный бюджет и расширенную программу фильмов. Всего было показано более 150 работ кинематографистов из 24 стран мира.
Из произошедших изменений необходимо упомянуть появление новых номинаций «Кристальный объектив» — за кинематографическое мастерство. (англ. Crystal Lens Award for Excellence in Cinematography) и Почётную Золотую киннару «В дань уважения» (англ. "In Tribute" Honorary Kinnaree Awards), а также открытие программы «Окна в мир», демонстрирующую вне конкурса картины, отмеченные за прошедший год на ведущих международных фестивалях.

## Номинанты и победители
Лучший фильм
- «Нашествие варваров» (фр. Les Invasions barbares,  Франция,  Канада), режиссёр Дени Аркан

Номинанты
- «Глухая шахта»,  Китай;
- «Карандиру»,  Бразилия,  Аргентина;
- «Окно напротив»,  Италия;
- «В Америке»,  Ирландия;
- «Японская история»,  Австралия;
- «Трудности перевода»,  США;
- «Макбул»,  Индия;
- «Возрождение Сиама»,  Таиланд;
- «Весна, лето, осень, зима… и снова весна»,  Республика Корея;
- «Водка Лимон»,  Франция,  Италия;
- «Затойчи»,  Япония.

Лучший режиссёр
- Джим Шеридан,  Ирландия

Лучший актёр
- Кван Ли, Ван Баоцян, Ван Шуанбао  Китай в фильме «Глухая шахта»

Лучшая актриса
- Джованна Мецоджорно,  Италия в фильме «Окно напротив»

Приз за вклад в кинематограф на протяжении всей карьеры
- Оливер Стоун

Приз ФИПРЕССИ (Лучший азиатский фильм)
- «Последняя жизнь во Вселенной»,  Таиланд

«Кристальный объектив» — за кинематографическое мастерство
- Кристофер Дойл

Почётная Золотая киннара «В дань уважения»
- Джон Шлезингер — британский кинорежиссёр;
- Rattana Pestonji — популярный киноактёр и режиссёр Таиланда второй половины XX века.

## Комментарии
1. ↑  Киннары — полубожественные существа в индуизме, небесные танцоры, певцы и музыканты. Имели облик людей с конскими головами или птиц с головами людей.